# Madamuthanhalli, Bangarapet
Madamuthanhalli là một làng thuộc tehsil Bangarapet, huyện Kolar, bang Karnataka, Ấn Độ.